# Mount Hope (ort i Australien, South Australia, Lower Eyre Peninsula, lat -34,12, long 135,38)
Mount Hope är en ort i Australien. Den ligger i kommunen Lower Eyre Peninsula och delstaten South Australia, omkring 310 kilometer väster om delstatshuvudstaden Adelaide.
Trakten runt Mount Hope är nära nog obefolkad, med mindre än två invånare per kvadratkilometer.. 
Trakten runt Mount Hope består till största delen av jordbruksmark. Genomsnittlig årsnederbörd är 566 millimeter. Den regnigaste månaden är juni, med i genomsnitt 139 mm nederbörd, och den torraste är januari, med 15 mm nederbörd.